# Camilo Escalona
Camilo Enrique Escalona Medina (Santiago, 15 de junio de 1955) es un político chileno. Fue senador por la Región de Los Lagos entre el 2006 hasta el 2014, encabezó el Partido Socialista (PS) desde mayo de 2006 hasta enero de 2010 y fue presidente del Senado (2012-2013).

## Carrera política

### Comienzos
Hijo de un panadero sindicalista, se inició en la política tempranamente como dirigente de la Federación de Estudiantes Secundarios de Santiago, FESES, en la época del gobierno de Salvador Allende, mientras estudiaba en el Liceo 6 de Hombres (hoy Liceo Andrés Bello) de la populosa comuna santiaguina de San Miguel. En 1971 compitió por la presidencia de la FESES: en representación de las juventudes de la Unidad Popular se enfrentó a Andrés Allamand (PN), Miguel Salazar (DC) y Luis Valenzuela (MIR), quien terminó como detenido desaparecido. Escalona y Salazar obtuvieron las primeras dos mayorías, y la cercanía de los resultados hizo que ninguno reconociera la victoria de su contrincante, lo que terminó en la división de esa Federación en dos entidades opuestas: una partidaria de la Unidad Popular, y la opositora a esta.

### Golpe militar y exilio
En 1973, el día del golpe militar comandado por el General Augusto Pinochet, se trasladó en horas de la mañana al local de la Juventud Socialista, yendo después con un grupo de estudiantes al Liceo de Artes Gráficas de San Miguel; pero en vista de la imposibilidad de hacer algo, se fue a su casa, donde almorzó con Ricardo Solari, quien lo acompañó ese día y los siguientes. Aquel mismo día apareció un bando en el que se le ordenaba presentarse en el ministerio de Defensa, por lo que comenzaron con Solari a refugiarse en casas de compañeros de liceo y correligionarios, como Mario Palestro, llegando incluso a estar 9 días escondido en la casa de un suboficial mayor de la escuela militar Bernardo O'Higgins. En este periodo de clandestinidad usaba el nombre político de Sebastián. Después de tres o cuatro meses pudo ingresar a la embajada de Austria, gracias a la ayuda del sacerdote Rafael Maroto, desde donde viajó a Europa exiliado.
Llegó a Alemania Oriental en marzo de 1979. Durante su estadía fue miembro de la dirección exterior de la Juventud Socialista de Chile. Ingresó a la Escuela Wilhelm Pieck (dependiente de la universidad del mismo nombre, que después recuperó su antiguo nombre de Universidad de Rostock), centro que entregaba formación política marxista-leninista a jóvenes de todo el mundo, donde estuvo a cargo del grupo de estudiantes chilenos. Antes de regresar a su país estuvo un tiempo en Madrid (donde realizó estudios inconclusos de ciencia política), en Cuba y en Moscú, Rusia, donde siguió un curso de economía.
En 1982 decidió volver a Chile de forma clandestina, utilizando un pasaporte falso. En este periodo trabajó en la reorganización del PS, viviendo en la clandestinidad hasta que en 1988 se levantó la prohibición de regresar a Chile que pesaba en su contra.

### Carrera parlamentaria

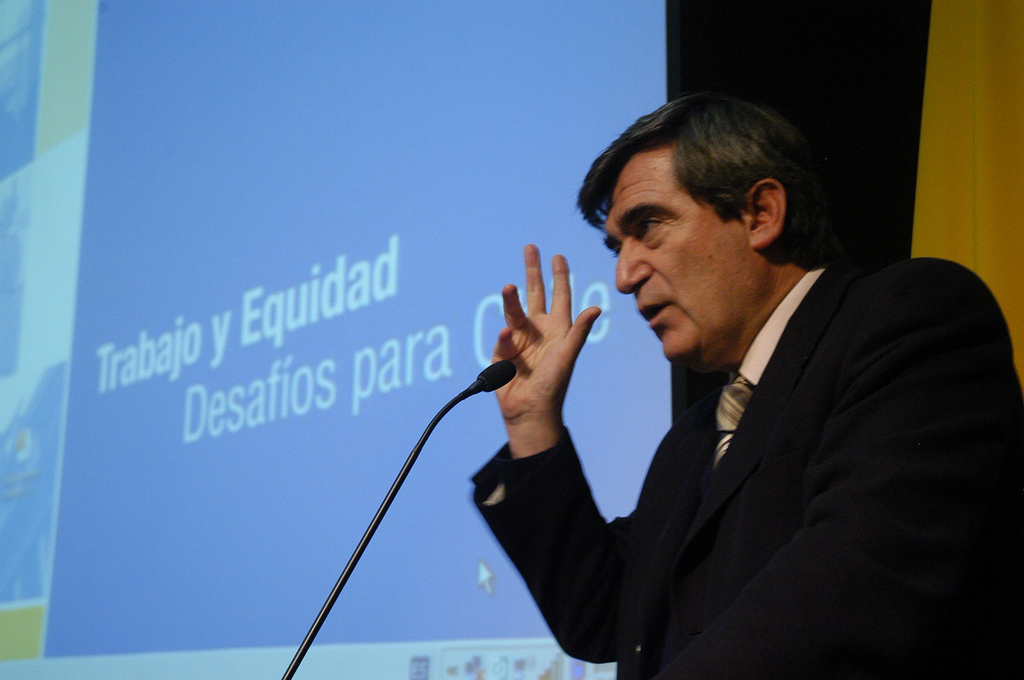
Camilo Escalona en 2008.

Desde su regreso a Chile desempeñó diferentes cargos dentro de su partido, tales como el de vicepresidente entre 1990 y 1992. En la elección parlamentaria de 1989 fue elegido diputado con el 25,76 % de los votos por el distrito electoral N.º 27, correspondiente a las comunas de (La Cisterna, El Bosque y San Ramón; reelegido en 1993).
En la elección senatorial de 1997 por la circunscripción de Santiago Poniente, Escalona fue candidato por su partido, junto con el líder demócratacristiano Andrés Zaldívar. En esos comicios, obtuvo el tercer lugar (15,98 %), después de su aliado Zaldívar (27,77 %) y el opositor de la UDI Jovino Novoa (20,56 %), y seguido muy de cerca por la candidata del Partido Comunista Gladys Marín (15,69 %). Esta derrota marcó un fuerte deterioro de las aspiraciones del partido socialista, puesto que de cinco candidatos que se presentaron, sólo uno logró obtener un escaño.
En 2002, regresa a la Cámara de Diputados después de sacar, en los comicios celebrados el año anterior, la primera mayoría (37,22%) en el distrito N.º 46 de la Región del Biobío, por las comunas de Lota, Lebu, Arauco, Curanilahue, Los Álamos, Cañete, Contulmo y Tirúa.
En 2005, vuelve a presentar su candidatura a senador, pero esta vez por la circunscripción electoral N.º 17, correspondiente a la Región de Los Lagos Sur. En estas elecciones compitió contra el candidato opositor de la Alianza por Chile Carlos Kuschel (RN) y con el entonces senador Sergio Páez, de la Democracia Cristiana. Escalona obtuvo la primera mayoría, con el 28,68 % de los votos, ganando un escaño en la cámara alta para el periodo 2006-2014, y aunque la segunda mayoría la sacó su compañero de lista Sergio Páez (24,87 %), debido al sistema binominal quien resultó elegido fue Kuschel, con el 20,66 % de los votos.
Fue elegido presidente de su partido en mayo de 2006, derrotando a la lista encabezada por Isabel Allende, y en mayo de 2008 fue ratificado en el cargo.
Su figura generó gran polémica durante la elección presidencial de 2009 y se le culpó de ser uno de los responsables de la derrota del candidato concertacionista Eduardo Frei Ruiz-Tagle. Luego de la primera vuelta de diciembre de 2009 se le pidió la renuncia a la presidencia del Partido Socialista, a lo cual declinó.
Dimitió, finalmente, el 23 de enero de 2010, expresando que no le teme al juicio de la historia y que es más socialista que nunca. Su cargo lo asumió de forma interina el mismo día el diputado Fulvio Rossi.
El 20 de marzo de 2012 fue ungido presidente del Senado, lo que marcó un hito para su partido: después de 46 años, es el segundo socialista (el primero después de Salvador Allende) en ocupar dicho cargo. El 20 de marzo de 2013 fue reemplazado por Jorge Pizarro, del Partido Demócrata Cristiano.
La decisión del Partido Socialista de realizar primarias internas el 16 de junio de 2013 para dirimir a sus candidatos en Los Ríos y Los Lagos para las elecciones parlamentarias significó una de las peores derrotas que ha sufrido Escalona, que se oponía a ese procedimiento y quien decidió no participar en ellas, con lo que selló su inminente salida del Senado. Sin embargo, la Democria Cristiana le ofreció su cupo en la Región del Biobío Costa para participar directamente en los comicios sin necesidad de tener que pasar por primarias, lo que terminó aceptando. Aunque fue anteriormente diputado por la zona (distrito 46, correspondiente a la circunscripción de Biobío Cordillera), el socialista no tuvo un panorama electoral favorable, pues debió enfrentarse a políticos locales, como el senador en ejercicio Alejandro Navarro, líder del Movimiento Amplio Social, y Jacqueline van Rysselberghe, exalcaldesa de Concepción y militante de la Unión Demócrata Independiente. Finalmente, no fue elegido, ya que sólo obtuvo el 15 % de los votos, dando por ganadores a Navarro y a van Rysselberghe. Camilo Escalona se trasladó en diciembre del 2016 a la ciudad de Coyhaique, donde actualmente se encuentra ratificado como candidato único a Senador del Partido Socialista en la Región de Aysén, después de la declinación del exministro Marcelo Díaz de competir en una primaria interna. Escalona hoy cuenta con el apoyo de los principales personeros socialistas de la Región; incluido el alcalde de la comuna de Coyhaique, Alejandro Huala Canuman; el concejal primera mayoría del PS, Patricio Adio Ojeda; el concejal de la comuna de Aysén y Presidente del PS-Aysén Fabián Añiñir; el Consejero Regional por la Provincia de Coyhaique, Nelson Maldonado Mansilla; el Consejero Regional por la Provincia de Aysén Julio Rossel, y la recientemente nominada como candidata al parlamento por el PS-Aysén, la exalcaldesa y Gobernadora de Aysén, Marisol Martínez.
Camilo Escalona ha publicado varios libros, principalmente sobre política, aunque también tiene obras de ficción. 
Tiene una hija de su primer matrimonio. En 2009 se casó en segundas nupcias con la periodista Jimena Tricallota, su pareja desde hacía ya nueve años.

## Obras
- Una transición de dos caras. Crónica crítica y autocrítica, LOM, Santiago, 1990; ISBN 978-9562821780
- Chile, democracia, concertación, entrevistas, La Nación, Santiago, 2003
- En jaque. Historias con historia, novela, Catalonia, Santiago, 2006; ISBN 978-9568303396
- El atentado, novela, Diagrama, 2008; ISBN 978-9568672003
- Chile, 20 años después 1988 2008, Diagrama, 2008; ISBN 978-9568672010
- Cuentos del infierno, Catalonia, Santiago, 2009; ISBN 978-9568672027.
- Archivo desconocido, relatos, Margen Editorial, Santiago, 2011
- De Allende a Bachelet, Una vida política, Aguilar, Santiago, 2012; ISBN 978-9563475067

## Historial electoral

### Elecciones parlamentarias de 1989
- Elecciones parlamentarias de 1989 a Diputado por el distrito 27 (El Bosque, La Cisterna, San Ramón)[18]

### Elecciones parlamentarias de 1993
- Elecciones parlamentarias de 1993 a Diputado por el distrito 27 (El Bosque, La Cisterna, San Ramón)[19]

### Elecciones parlamentarias de 1997
- Elecciones parlamentarias de 1997 a Senador por la Circunscripción 7 (Santiago Poniente)[20]

### Elecciones parlamentarias de 2001
- Elecciones parlamentarias de 2001 a Diputado por el distrito 46 (Lota, Los Álamos, Arauco, Cañete, Contulmo, Curanilahue, Lebu y Tirúa ) [21]

### Elecciones parlamentarias de 2005
- Elecciones parlamentarias de 2005 a Senador por la Circunscripción 17 (Los Lagos Sur)[22]

### Elecciones parlamentarias de 2013
- Elecciones Parlamentarias de 2013 a Senador por la Circunscripción 12 (Biobío Costa)[23]

### Elecciones parlamentarias de 2017
- Elecciones parlamentarias de 2017 a Senador por la 14° Circunscripción (Región de Aysén)[24]